# Tobias Fünke
 (février 2023).
Si vous disposez d'ouvrages ou d'articles de référence ou si vous connaissez des sites web de qualité traitant du thème abordé ici, merci de compléter l'article en donnant les références utiles à sa vérifiabilité et en les liant à la section « Notes et références ».
Tobias Fünke est un personnage de fiction interprété par David Cross dans la série américaine Arrested Development. Tobias est américain, d'origine allemande. Il a fait sa première apparition dans l'épisode pilote L'Esprit de famille, diffusé pour la première fois aux États-Unis le 2 novembre 2003 sur la chaîne Fox.

## Carrière
Après avoir terminé ses études en psycholinguistique à l'Institut Technologique du Massachusetts, Tobias Fünke est devenu chef du département de psychiatrie à l'hôpital de Boston, dans le Massachusetts (États-Unis). Mais deux ans plus tard, parce qu'il a pratiqué une réanimation cardiaque sur un homme qui en réalité ne faisait pas de crise cardiaque, il s'est vu retirer sa licence de médecin. Après avoir embarqué un jour par erreur à bord d'un bateau en compagnie d'acteurs homosexuels, il trouve enfin sa vocation. Tobias enchaîne tout au long de la série les castings, sans grand succès.

## Personnalité
Tobias est généreux, toujours prêt à rendre service. Il est très affectueux envers ses proches mais il ne se rend pas compte de la réalité des problèmes ni des sentiments de sa famille (en particulier ceux de sa femme). Lorsqu'il a une idée en tête, il fera tout pour la concrétiser. Il se décrit lui-même comme étant aussi agile qu'un chat alors qu'il est en réalité très malhabile et victime de nombreux incidents en raison de sa maladresse. Il parle d'une manière très singulière, en articulant clairement toutes les syllabes et en utilisant involontairement des jeux de mots, souvent liés à son homosexualité supposée.

## Famille
Tobias est marié à Lindsay Bluth, fille de George Bluth, président de la Bluth Company. Ensemble ils ont une fille de 13 ans appelée Maeby Fünke. Ils habitent chez Michael Bluth, frère de Lindsay et George Michael Bluth, fils de Michael. Il est le beau-frère de Gob Bluth et de Buster Bluth.

## Vie amoureuse
Lindsay a épousé Tobias pour faire plaisir à ses parents. Elle est persuadée qu'il est homosexuel. On comprendra d'ailleurs au fil de la série qu'ils n'ont jamais eu de relations sexuelles. Ils restent tout de même en couple pour leur fille Maeby, bien que celle-ci comprenne parfaitement ce qu'il se passe.

## Anecdotes sur Tobias
- Tobias souffre du syndrome de « never-nude » (« jamais nu »). Comme son nom l'indique, il ne supporte pas être nu et porte en permanence, même sous la douche, des mini shorts en jean afin que personne, y compris lui-même, ne puisse apercevoir les parties intimes de son anatomie.
- Il y a tout au long de la série des allusions concernant l'orientation sexuelle de Tobias. Beaucoup de ses répliques, qu'il prononce inconsciemment, portent à croire qu'il est en réalité homosexuel.
- Afin d'optimiser ses chances de réussir le casting pour faire partie des Blue Man Group, il se peint tout le corps en bleu pendant près de la moitié de la deuxième saison.
- Ayant obtenu une licence d'analyste et une de thérapeute, il se considère comme étant le premier « analrapist ».

## La série
L'action se déroule de nos jours, dans le Comté d'Orange à Los Angeles, en Californie. La série raconte l'histoire de la famille Bluth, dont le « chef », George Bluth, est le président de la Bluth Company. Mais soupçonné d'avoir détourné les fonds de sa société, il est envoyé en prison. C'est alors à Michael Bluth, l'un de ses fils et seul personnage sensé de la famille, que revient la lourde tâche de reprendre en main la société ainsi que sa famille.